# Grammaire d'égyptien hiéroglyphique
Ce projet de grammaire d'égyptien hiéroglyphique est le pendant du lexique d'égyptien hiéroglyphique.
Il nécessite au préalable une connaissance des principes fondamentaux (phonèmes, signes figuratifs, déterminatifs) (voir Écriture hiéroglyphique égyptienne, section « Le système d'écriture ») ainsi que la connaissance de la translittération des hiéroglyphes. Nous utiliserons ici la translittération de Gardiner. 

## Principes généraux

### Unilitères, bilitères et trilitères
Il y a trois types de phonogrammes en égyptien : les unilitères, les bilitères et les trilitères, qui comportent respectivement une, deux, et trois consonnes. 
- Quelques unilitères :
  - | d | d
  - | r | r
  - | w | w
- Quelques bilitères :
  - | H6 | šw
  - | D52 | mt
- Quelques trilitères :
  - | nfr | nfr
  - | R8 | nṯr

## La phrase non verbale
La phrase non verbale sous-entend le verbe être.
Il y en a de différents types :

### Exprimer l'identité
| N5 · Z1 | V30 | A1 |

| N5 · Z1 | V30 | A1 |

| V30 | A1 | Q3 | G43 |

| V30 | A1 | Q3 | G43 |

| N35 · X1 · O34 | Q3 | G43 |

| N35 · X1 · O34 | Q3 | G43 |

| N35 · X1 · O34 | V30 · X1 | A1 |

| N35 · X1 · O34 | V30 · X1 | A1 |

### Localisation, situation ou état contingent
| M17 | G43 | D46 · Q3 · X1 | P1 | M17 | G17 |

| M17 | G43 | D46 · Q3 · X1 | P1 | M17 | G17 |

| G17 | D36 · V31 | X1 · G43 | O29 · D36 | G1 | N31 |

| G17 | D36 · V31 | X1 · G43 | O29 · D36 | G1 | N31 |

| M17 | G43 | D46 · Q3 · X1 | P1 | G1 | V13 · Q3 | A9 | U33 | M17 |

| M17 | G43 | D46 · Q3 · X1 | P1 | G1 | V13 · Q3 | A9 | U33 | M17 |

### Qualité essentielle
| O29 · D36 | G1 | R8 |

| O29 · D36 | G1 | R8 |

| O29 · D36 | G1 | N35 · Z2 |

| O29 · D36 | G1 | N35 · Z2 |

| W24 · V31 | A1 | O29 · D36 | G1 |

| W24 · V31 | A1 | O29 · D36 | G1 |

### Identité à venir
| M17 | G43 | I9 | D21 | Y3 | A1 |

| M17 | G43 | I9 | D21 | Y3 | A1 |

### Identité non essentielle (métier, fonction ...)
| M17 | G43 | I9 | G17 | Y3 | A1 |

| M17 | G43 | I9 | G17 | Y3 | A1 |

## Les verbes

### Catégories de verbes
Il y a quatre types de verbes en égyptien :
- les verbes faibles : leur radical se termine par une consonne faible (-i, -w) qui est souvent omise à l'écrit : | h · r | Y1 | hr(w) se calmer ; | U7 · r | A2 | mr(i) aimer
- les verbes géminés : ils redoublent leur dernière consonne : | U1 · D4 | A | A | m33 voir ; | N29 | b | b | W15 | ḳbb être frais
- les verbes forts : ils se terminent par une consonne forte (autre que -i et -w) et ne la redoublent pas : | r · Aa1 | Y1 | rḫ savoir ; | F21 | m | sḏm écouter
- les verbes irréguliers : ils se conjuguent d'une manière irrégulière : | D4 | ir(i) faire ; | M18 | M17 | D54 | ii ou iw venir

### L'infinitif
Si le verbe se termine par une consonne faible, alors on lui rajoute un 
| t |

-t pour former l'infinitif. 

Sinon, l'infinitif est identique au radical du verbe
exs : 
| F21 | m |

sḏm reste comme tel

  
| U7 · r | A2 |

mr(i) devient 
| U7 · r | A2 | t |

mr(i)t

  
| D4 |

ir(i) devient 
| D4 · t |

ir(i)t

### L'actif

#### L'aoriste
L'aoriste correspond à notre présent de vérité générale. On peut le comparer au présent simple en anglais (I eat, you read) qui décrit une notion de répétition ou de généralité.
L'aoriste se forme comme ceci :
- radical + pronom personnel suffixe correspondant au sujet

Les verbes faibles perdent leur consonne faible à l'aoriste, les verbes irréguliers comme 
| M18 | M17 | D54 |

ii ne redoublent plus leur consonne.
Voici la conjugaison du verbe 
| F21 | m |

sḏm:

| F21 | m | A1 |

sḏm=i j'entends

| F21 | m | k |

sḏm=k tu entends (masc.)

| F21 | m | T |

sḏm=ṯ tu entends (fém.)

| F21 | m | f |

sḏm=f il entend

| F21 | m | s |

sḏm=s elle entend

| F21 | m | n · Z2 |

sḏm=n nous entendons

| F21 | m | T · n · Z2 |

sḏm=ṯn vous entendez

| F21 | m | s | n · Z2 |

sḏm=sn ils entendent
Pour les verbes faibles et irréguliers :

| U7 · r | A2 | f |

mr=f et non mr(i)=f

| D54 | w | f |

iw=f et non 
| M18 | M17 | D54 | f |

ii=f

| D4 · f |

ir=f et non ir(i)=f
Attention : contrairement au français, le sujet est TOUJOURS exprimé. Le désinences ci-dessus correspondent à nos -ent, -ons, etc. Ainsi, on n'écrira jamais : 

| i | w | F21 | m | A1 |

iw sḏm=i

mais on écrira :

| i | w | A1 | F21 | m | A1 |

iw=i sḏm=i
Syntaxe d'une phrase à l'aoriste :
AE (auxialiaire d'énonciation) + sujet + verbe conjugué + complément d'objet
Ex : 
|  |

|  |

|  |

|  |

|  |

|  |

|  |

|  |

|  |

|  |

|  |

|  |

iw nb mr=f b3k.w
|  |

|  |

|  |

|  |

|  |

|  |

|  |

|  |

|  |

|  |

|  |

|  |

mk=sn ḥms=sn m dp.t

#### Le progressif
Le progressif décrit une action en cours de développement dans le passé ou dans le présent. Il peut être comparé au présent ou passé progressif en anglais (You are working, he was reading). En français, il se traduirait par un présent ou un imparfait, mais plus généralement par un "il est en train de ...".
Il se construit :
- | D2 · Z1 | hr + infinitif
- | m | m + infinitif

| m |

 s'emploiera plus volontiers avec un verbe de mouvement, mais dans ce cas, il peut également exprimer une action sur le point de commencer ou qui vient de commencer.

#### L'accompli
L'accompli ou parfait détermine une action accomplie, il correspond à notre passé composé.
Formation :

C'est la même formation que celle de l'aoriste, à laquelle, pour tous les verbes, on ajoute le suffixe .n 
| n |

 entre le radical (et déterminatif) du verbe et le pronom suffixe. 
Formation selon le type de verbe :
| F21 | m | n · f |

| F21 | m | n · f |

| mA · D4 | A | n · f |

| mA · D4 | A | n · f |

| U7 · r | A2 | n · f |

| U7 · r | A2 | n · f |

| () | n · f |

| () | n · f |

#### Le futur
Il sert à exprimer les vœux, attentes ou requêtes, ou encore la finalité ("afin que"/"pour que"). Il se traduit par un subjonctif présent du verbe pouvoir (Ex. :"puisse-t-il") ou par un futur simple.
Les formes sont :
| F21 | m | f |

| F21 | m | f |

| mA · D4 | A | f |

| mA · D4 | A | f |

| U7 · r | A2 | f |

| U7 · r | A2 | f |

| U7 · r | i | i | A2 | f |

| U7 · r | i | i | A2 | f |

| D37 · f |

| D37 · f |

| D54 | w&t | f |

| D54 | w&t | f |

| W25 | n&t&f |

| W25 | n&t&f |

Remarques :
- Les verbes faibles présentent souvent la désinence | i | i | -y à la première personne.
- Les verbes "venir" et "apporter" prennent un -t supplémentaire au futur.

- Le verbe m33 a aussi une graphie | mA · D4 | A | n · f | m3n=f.

- Le futur est souvent difficilement distinguable de l'aoriste hors contexte, cependant on n'utilise pas d'auxiliaire d'énonciation (iw) avec le futur.
- Le verbe rdi permet d'exprimer la causalité ("causer","permettre (à)/laisser qqn (de) faire qqc") lorsqu'il est suivi par un verbe au futur.

### Le parfait ancien ou pseudoparticipe
Ce temps exprime l'état de sujet résultant de l'action du verbe.
Conjugaison :
| k · V1 | A1 |

.kwi 1re personne du singulier.

| U33 | i |

.ti 2e personne du singulier.

| w |

.w 3e personne du singulier masculin.

| U33 | i |

.ti 3e personne du singulier féminin.

| w | Z4 | \| \| | n · Z2 |
|   |    |       |        |

|  |

.wyn 1re personne du pluriel.

| G4 | n · Z4 |

.tywny 2e personne du pluriel.

| w |

.w 3e personne du pluriel.
Remarques :
- La désinence | w | est rarement notée
- | U33 | i | peut être remplacé par | t |
- Les désinences se placent derrière le(s) déterminatif(s) s'il(s) existe(nt), sauf pour | w | et | t | qui s'intercalent entre le radical et le déterminatif
- Le verbe iwi alterne les radicaux : aux 1re et 2e personnes du singulier/pluriel, on écrit | M18 | M17 | D54 | et à la 3e personne du singulier/pluriel, on a le choix entre | M18 | M17 | D54 | et | D54 | w |
- Le verbe doit s'appuyer sur un sujet, sauf pour certains verbes comme | M18 | M17 | D54 | et | r · Aa1 | Y1 |. Ces verbes gardent un sens actif au parfait ancien

Valeurs :
- Pour les verbes transitifs, on le traduira par un passif : | i | w | d · p · t | P1 | A | T · p | A9 | A24 | U33 | i | La barque est chargée
- Pour les verbes de qualité (adjectifs se comportant comme des verbes, tel "devenir victorieux"), il exprime une qualité non essentielle
- Aux 2e et 3e personnes, il peut exprimer le mode optatif : | s | n · b | t | snb.t(i) Porte-toi bien ("puisses-tu te porter bien").

### L'impératif
Formation :
- radical faible (sans w ni i) ⇒ 2e personne du singulier.
- radical faible + | Z2 | w ⇒ 2e personne du pluriel.

Remarque :
- certains verbes faibles et irréguliers se terminant en i ont leur impératif pluriel en | i | i | y
- on peut renforcer l'impératif en 
  - plaçant un pronom enclitique après le verbe
  - mettant une préposition (| r | / | i | r | r/ir "quant à" ou | n | n "pour") + un pronom suffixe après le verbe
 exs : | m&a | i | D54 | r · k | mi r=k Viens (quant à toi)
| T1 | n · k | m n=k Prends (pour toi)
  - plaçant | i | r · f | irf "donc" et | m&a | m(y) "donc, SVP" après le verbe.

Certains verbes ont un radical différent à l'impératif :
- | M18 | M17 | D54 | ii ⇒ | m&a | i | D54 | mi viens ! ; | m&a | i | i | D54 | my venez !
- | X8 | rdi ⇒ | i | m | Aa13 · D36 | im(i) donne ! ; | i | Aa13 · m | D38 · Z2 | im.w donnez !
- | U3 | A | A | m33 ⇒ | m | a · k | mk vois ! ; | m | T · n · Z2 | mṯn voyez !

### Le passif
Comme en français, le passif sert à exprimer l'état dans lequel est quelqu'un/quelque chose.

#### Le présent
Au présent, on intercale la désinence .w ou .tw entre le radical et le pronom suffixe :

| F21 | m | w | A1 |

 ou 
| F21 | m | t · w | A1 |

sḏm.w=i ou sḏm.tw=i 1e sg.

| F21 | m | w | k |

 ou 
| F21 | m | t · w | k |

sḏm.w=k ou sḏm.tw=k 2e sg. masc.

| F21 | m | w | T |

 ou 
| F21 | m | t · w | T |

sḏm.w=ṯ ou sḏm.tw=ṯ 2e sg. fém.

| F21 | m | w | f |

 ou 
| F21 | m | t · w | f |

sḏm.w=f ou sḏm.tw=f 3e sg. masc.

| F21 | m | w | s |

 ou 
| F21 | m | t · w | s |

sḏm.w=s ou sḏm.tw=s 3e sg. fém.

| F21 | m | w | n · Z2 |

 ou 
| F21 | m | t · w | n · Z2 |

sḏm.w=i ou sḏm.tw=n 1e pl.

| F21 | m | w | T · n · Z2 |

 ou 
| F21 | m | t · w | T · n · Z2 |

sḏm.w=ṯn ou sḏm.tw=ṯn 2e pl.

| F21 | m | w | s | n · Z2 |

 ou 
| F21 | m | t · w | s | n · Z2 |

sḏm.w=sn ou sḏm.tw=sn 3e pl.

#### Le passé
Au passé, le verbe présente la désinence du passé .n en plus des désinences du passif :

| F21 | m | w | n | A1 |

 ou 
| F21 | m | n · t | w | A1 |

sḏm.w.n=i ou sḏm.n.tw=i 1e sg.

| F21 | m | w | n · k |

 ou 
| F21 | m | n · t | w | k |

sḏm.w.n=k ou sḏm.n.tw=k 2e sg. masc.

| F21 | m | w | n · T |

 ou 
| F21 | m | n · t | w | T |

sḏm.w.n=ṯ ou sḏm.n.tw=ṯ 2e sg. fém.

| F21 | m | w | n · f |

 ou 
| F21 | m | n · t | w | f |

sḏm.w.n=f ou sḏm.n.tw=f 3e sg. masc.

| F21 | m | w | n | s |

 ou 
| F21 | m | n · t | w | s |

sḏm.w.n=s ou sḏm.n.tw=s 3e sg. fém.

| F21 | m | w | n · n · Z2 |

 ou 
| F21 | m | n · t | w | n · Z2 |

sḏm.w.n=i ou sḏm.n.tw=n 1e pl.

| F21 | m | w | n | T · n · Z2 |

 ou 
| F21 | m | n · t | w | T · n · Z2 |

sḏm.w.n=ṯn ou sḏm.n.tw=ṯn 2e pl.

| F21 | m | w | n | s | n · Z2 |

 ou 
| F21 | m | n · t | w | s | n · Z2 |

sḏm.w.n=sn ou sḏm.n.tw=sn 3e pl.
Remarque : Pour leurs formes relatives, c'est la même construction qu'à l'actif en y ajoutant les désinences du passif.

### Les participes
Les participes, sont, comme leurs équivalents français, des formes verbales possédant plusieurs qualités des adjectifs, et peuvent ainsi déterminer un verbe. Il n'existe pas de mot distinct pour les pronoms "qui", "que" ou "quoi" : ceux-ci font partie intégrante du participe égyptien.
Les formes, en fonction du type de verbe et du temps, sont :
| F21 | m |

| F21 | m |

| F21 | m |

| F21 | m |

| mA · D4 | A | A |

| mA · D4 | A | A |

| mA · D4 | A |

| mA · D4 | A |

| U7 · r · r | A2 |

| U7 · r · r | A2 |

| U7 · r | A2 |

| U7 · r | A2 |

| D37 · D37 |

| D37 · D37 |

| r · D37 |

| r · D37 |

Remarques :
- Les participes peuvent aussi prendre la désinence -w.
- Ils peuvent aussi être employé comme substantifs : "celui qui...".

- Ils peuvent être actifs ou passifs (pas de graphie distincte). Cependant, certains verbes faibles, tels que mr(i) ou ḥs(i), prennent souvent la désinence -y | i | i | au passif.

### La constructionsḏmty.fy
C'est la forme qui correspond au participe futur "(celui) qui +verbe au futur" (voir le latin "futurus,a,um"), mais elle diffère des participes par sa capacité à être accordée en fonction du genre et du nombre.
Les formes en fonction du genre et du nombre sont :
| F21 | m | t · y | f · y |

| F21 | m | t · y | f · y |

| F21 | m | t · y | s | y |

| F21 | m | t · y | s | y |

| F21 | m | t · y | s | n · Z2 |

| F21 | m | t · y | s | n · Z2 |

Les formes par types de verbe sont :
| F21 | m | t · y | f · y |

| F21 | m | t · y | f · y |

| mA · D4 | A | A | t · y | f · y |

| mA · D4 | A | A | t · y | f · y |

| U7 · r | A2 | t · y | f · y |

| U7 · r | A2 | t · y | f · y |

| r · D37 | t · y | f · y |

| r · D37 | t · y | f · y |

Remarque : le -y final est souvent omis.

### Les formes relatives
Ces formes (conjuguées avec un pronom-suffixe), aussi appelées syntagmes relatifs, permettent d'exprimer ce que le français exprime par une proposition relative, c'est-à-dire "ce qu'il...". La plupart des formes sont exprimées au féminin et prennent donc la désinence -t.
Les formes sont :
| F21 | m | t · f |

| F21 | m | t · f |

| F21 | m | t · n · f |

| F21 | m | t · n · f |

| mA · D4 | A | A | t · f |

| mA · D4 | A | A | t · f |

| mA · D4 | A | t · n · f |

| mA · D4 | A | t · n · f |

| U7 · r · r · t | A2 | f |

| U7 · r · r · t | A2 | f |

| U7 · r · t | A2 | n · f |

| U7 · r · t | A2 | n · f |

| D37 · D37 · t | f |

| D37 · D37 · t | f |

| r · D37 · t | n · f |

| r · D37 · t | n · f |

Remarques :
- Il existe des formes relatives masculines qui ne prennent pas la désinence -t, mais elles sont rares.

- Il semble que les expressions de filiation ir-n | ir · n | et ms-n | ms | n | soient des formes relatives au masculin.

### La négation
La négation se place devant le verbe conjugué.
Les formes sont :
| D35 | F21 | m | n · f |

| D35 | F21 | m | n · f |

| D35 | F21 | m | f |

| D35 | F21 | m | f |

| D35 · n | F21 | m | f |

| D35 · n | F21 | m | f |

Les formes de la négation selon les types de verbes :
| D35 | F21 | m | f |

| D35 | F21 | m | f |

| D35 | mA · D4 | A | f |

| D35 | mA · D4 | A | f |

| D35 | mr · r | A2 | f |

| D35 | mr · r | A2 | f |

| D35 | r · D37 | f |

| D35 | r · D37 | f |

Attention : Règle de Gunn :
- La négation du présent sḏm=f est n sḏm.n=f et non n sḏm=f.
- La négation du passé sḏm.n=f est n sḏm=f et non n sḏm.n=f.

## Les noms

### Genre et nombre
En moyen égyptien, il existe deux genres – le masculin et le féminin – et trois nombres – le singulier, le duel et le pluriel.
Les noms et les adjectifs s'accordent en genre et en nombre.
| Z2 |

| Z2 |

Le duel n'est presque plus utilisé à l'époque classique.
| G43 | Z4 |

| G43 | Z4 |

| G43 |

| G43 |

| X1 |

| X1 |

| X1 · Z4 |

| X1 · Z4 |

| G43 | X1 |

| G43 | X1 |

Le masculin n'a généralement pas de terminaison sauf parfois en i ou w.
| D36 |

| D36 |

| T22 | N35 · A1 |

| T22 | N35 · A1 |

| D4 · X1 · Z1 |

| D4 · X1 · Z1 |

| T22 | X1 · B1 |

| T22 | X1 · B1 |

Le duel peut également être marqué par le doublement du hiéroglyphe déterminatif, et le pluriel par son triplement. Cette forme est généralement qualifiée d'« archaïque ».
Les terminaisons des mots sont entièrement phonétiques et l'écriture ne dépend que de l'usage : 
| N35 |

| N35 |

### Conjonction («et»)
Par apposition ou avec 
| H | n · a |

ḥnˁ ou 
| Hr · Z1 |

ḥr.

### Disjonction («ou»)
Par apposition ou parfois en utilisant 
| r · Z1 | p | w |

r-pw après le deuxième nom.

### Génitif direct
Par juxtaposition avec le possesseur en second
Dans le cas où le possesseur est un dieu, pharaon, ou personne que l'on veut honorer, on effectue une antéposition honorifique, qui consiste à placer le possesseur en première position, comme dans :
| R8 | S43 |

mdw-nṯr, hiéroglyphes, « paroles de(s) dieu(x) ».

### Génitif indirect
Avec l'adjectif n qui s'accorde. Toutefois, dès le moyen égyptien ne s'accorde plus.
- singulier :
  - masculin : n(y) | n |
  - féminin : n(y).t | n · t |
- pluriel :
  - masculin : n(y).w | W24 · Z1 |
  - féminin : n(y.w)t | n · t |
- duel (rare) :
  - masculin : n(y).wy
  - féminin : n(y).ty

## Les pronoms

### Pronom suffixe
Le pronom suffixe se place juste derrière le mot auquel il se rapporte.
Principales utilisations  :
- Après un verbe : sert de désinence à l'aoriste et à d'autres temps
- Après un nom : sert de pronom possessif
- Après une particule (| i | w | iw) : sert de sujet à un verbe ou dans une phrase non verbale
- Après une préposition :

| i | w | O34 · t · B1 | m | d · p · t | P1 |

|             |   |   |
| \| \| \| \| |   |   |
|             |   |   |
| i           | m | s |

| i | m | s |

|             |   |   |
| \| \| \| \| |   |   |
|             |   |   |
| i           | m | s |

| i | m | s |

La femme [est] dans le bateau. Elle y ("dans elle", elle désignant le bateau, féminin en égyptien) est avec (son) enfant
```
Le texte entouré en hiéroglyphe correspond au texte en gras italique en français
```

| A1 |

| A1 |

| V31 |

| V31 |

| V13 |

| V13 |

| X1 |

| X1 |

| I9 |

| I9 |

| S29 |

| S29 |

| O34 |

| O34 |

| N35 · Z2 |

| N35 · Z2 |

| V13 · Z2 |

| V13 · Z2 |

| t · Z2 |

| t · Z2 |

| S29 | N35 · Z2 |

| S29 | N35 · Z2 |

| O34 · N35 · Z2 |

| O34 · N35 · Z2 |

### Pronom dépendant
Ce pronom s'emploie comme complément d'objet du verbe (sauf à l'infinitif) ou après certaines particules initiales et après la négation du futur nn.
| G43 | A1 |

| G43 | A1 |

| G43 |

| G43 |

| V13 | G43 |

| V13 | G43 |

| X1 | G43 |

| X1 | G43 |

| V13 · N35 |

| V13 · N35 |

| X1 · N35 |

| X1 · N35 |

| M23 | G43 |

| M23 | G43 |

| S29 · Z4 |

| S29 · Z4 |

| S29 |

| S29 |

| N35 · Z2 |

| N35 · Z2 |

| V13 · Z2 |

| V13 · Z2 |

| t · Z2 |

| t · Z2 |

| S29 | N35 · Z2 |

| S29 | N35 · Z2 |

| O34 · N35 · Z2 |

| O34 · N35 · Z2 |

| S29 · X1 |

| S29 · X1 |

### Pronom indépendant
Ce pronom se trouve toujours en tête de proposition.
Il est utilisé comme sujet de certaines propositions nominales.
| W24 · V31 | A1 |

| W24 · V31 | A1 |

| n&t&k |

| n&t&k |

| N35 · X1 · V13 |

| N35 · X1 · V13 |

| n&t&t |

| n&t&t |

| n&t&f |

| n&t&f |

| N35 · X1 | S29 |

| N35 · X1 | S29 |

| N35 · X1 · O34 |

| N35 · X1 · O34 |

| M17 | A1 | N35C · Z2 |

| M17 | A1 | N35C · Z2 |

| N35 · X1 | V13 · N35 · Z2 |

| N35 · X1 | V13 · N35 · Z2 |

| N35 · X1 | X1 · N35 · Z2 |

| N35 · X1 | X1 · N35 · Z2 |

| N35 · X1 | S29 | N35 · Z2 |

| N35 · X1 | S29 | N35 · Z2 |

| N35 · X1 | O34 · N35 · Z2 |

| N35 · X1 | O34 · N35 · Z2 |

### Pronoms démonstratifs
Ce pronom se place après le nom auquel il se rapporte.
Pronom démonstratif "cela" en fonction du genre et du nombre :
| p · n |

| p · n |

| M22 | M22 |

| M22 | M22 |

| t · n |

| t · n |

Pronom démonstratif "ce/cet, cette, ces" en fonction du genre et du nombre :
| p · f |

| p · f |

| n · f |

| n · f |

| t · f |

| t · f |

## Les adjectifs
L'accord de l'adjectif est le même que celui du nom, hormis le féminin pluriel qui reste identique à la forme du féminin singulier (.t).